# Кастелнуово Боценте
Кастелнуово Боценте (итал. Castelnuovo Bozzente) је насеље у Италији у округу Комо, региону Ломбардија.
Према процени из 2011. у насељу је живело 864 становника. Насеље се налази на надморској висини од 409 м.

## Становништво
| 1936. | 1951. | 1961. | 1971. | 1981. | 1991. | 2001. | 2011. |
| ----- | ----- | ----- | ----- | ----- | ----- | ----- | ----- |
| 543   | 561   | 575   | 583   | 568   | 633   | 777   | 889   |